# Grängshammars kanal
Grängshammars kanal byggdes på uppdrag av ägarna till Grängshammars bruk för att transportera tackjärn från Stora Ulfsjön till Grängshammar där bruket hade en smedja.  Kanalen var 150 famnar lång, hade två slussar och var 3 famnar bred. Hela sträckan Ulfshyttan - Grängshammar är cirka 1 mil.  Den byggdes i början av 1800-talet för små pråmar som lastade 50 skeppund tackjärn; ca 212 kg. Kanalen torde ha tagits ur bruk då smedjan stängdes år 1877. 